# Ctenacodon
Ctenacodon è un genere di mammiferi estinti i cui resti fossili provengono dagli strati databili al Giurassico superiore del Nord America. Questi piccoli erbivori vissero durante l'era dei dinosauri. Gli Ctenacodon sono membri dell'ordine dei multitubercolati e del sottordine 'plagiaulacida' (famiglia Allodontidae). Sono quindi alcuni tra i più antichi rappresentanti dell'ordine.Ctenacodon,conosciuto anche come Allodon (Marsh 1881), fu classificato da Othniel Charles Marsh nel 1879. Attualmente vi sono incluse quattro specie, più altri denti lasciati in nomenclatura aperta o classificati come C. laticeps o C. serratus da Engelmann e Callison (1998). 
Presente nella zona stratigrafica 5 della Formazione Morrison. Alcuni resti probabilmente riconsducibili a Ctenacodon sono stati ritrovati anche nella zona stratigrafica 2.
Si differenzia dall'altro genere della famiglia Allodontidae per la struttura dei premolari superiori, che sono meno compressi lateralmente (meno adatti a trinciare).

## Sistematica
La specie Ctenacodon laticeps venne classificata da Marsh nel 1881 e da G.G. Simpson nel 1927. Era conosciuto anche come Allodon laticeps (Marsh 1881). I ritrovamenti fossili sono databili al Giurassico superiore della Formazione Morrison in Wyoming (USA). L'olotipo, raccolto da W.H. Reed nel 1880, è conservato al museo di storia naturale "Peabody" all'Università di Yale.
La specie Ctenacodon nanus fu classificata da Marsh nel 1881. I resti vennero scoperti nella Formazione  Morrison del Wyoming. Il fossile tipo è anch'esso conservato a Yale.
La specie Ctenacodon scindens fu nomenclata da G.G. Simpson nel 1928.

Inizialmente ascritti alla specie C. serratus, i resti provengono dal succitato sito e risalente al Giurassico superiore. 
la specie Ctenacodon serratus, anch'essa classificata da Marsh nel 1879, fu rinvenuta nel medesimo sito che nelle altre specie.
"Ctenacodon" brentbaatar è stato ridenominato Morrisonodon brentbaatar e assegnato alla famiglia Plagiaulacidae.

## Tassonomia
Sottoclasse  †Allotheria Marsh, 1880
- Ordine †Multituberculata Cope, 1884:
  - Sottordine †Plagiaulacida Simpson, 1925
    - Famiglia †Allodontidae Marsh, 1889
      -         - Genere †Ctenacodon Marsh, 1879
          - Specie †C. serratus Marsh, 1879
          - Specie †C. nanus Marsh, 1881
          - Specie †C. laticeps Marsh, 1881
          - Specie †C. scindens Simpson, 1928

        - Genere †Psalodon Simpson, 1926
          - Specie †P. potens Marsh, 1887
          - Specie †P. fortis Marsh, 1887
          - Specie †P. marshi Simpson, 1929